# Paneel

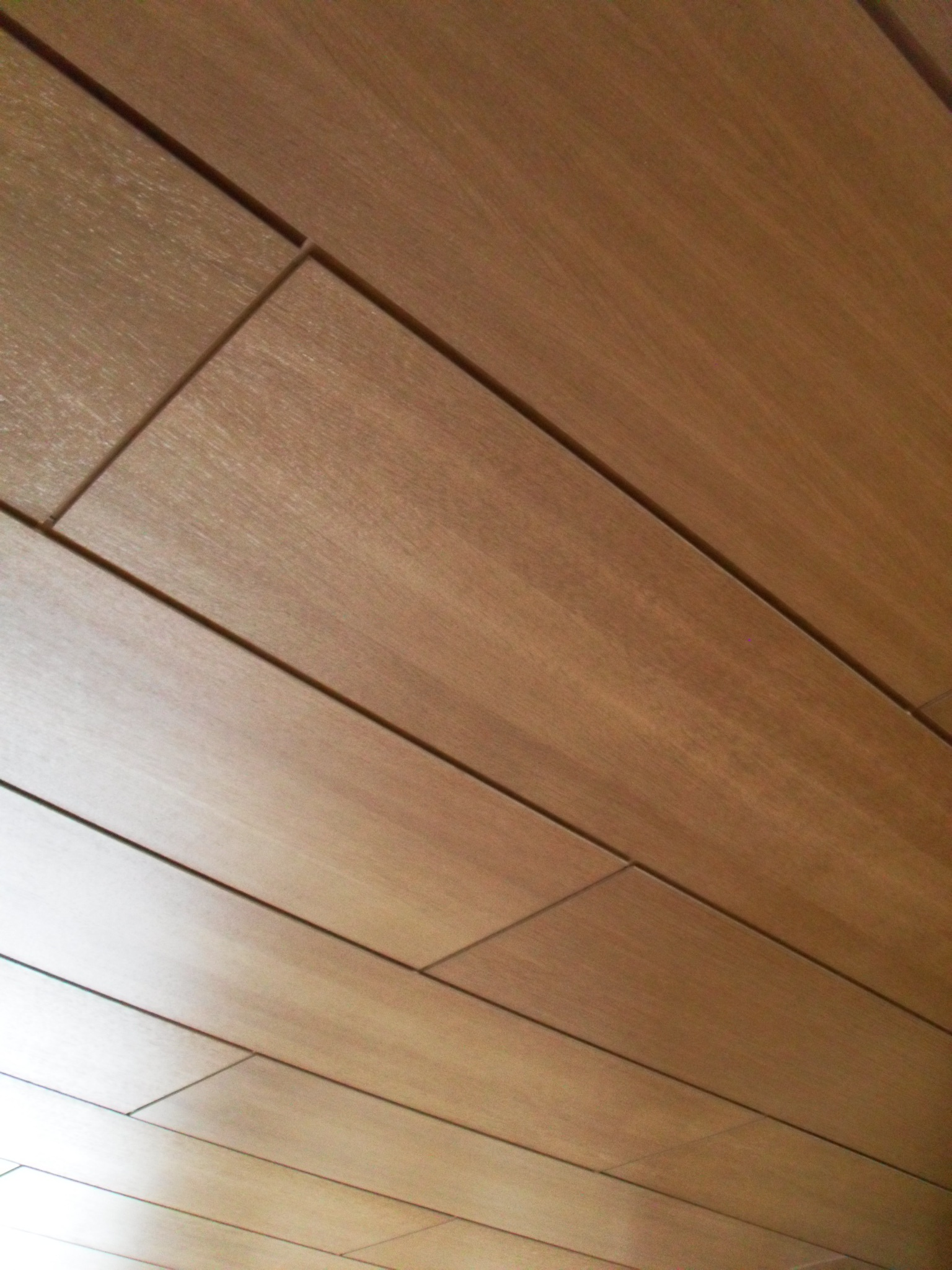
Holz-Deckenpaneele

Ein Paneel (niederdeutsch und niederländisch für „Tafel“, englisch panel) ist im ursprünglichen Sinn eine Holztafel bzw. eine furnierte Platte für Wand- und Deckenverkleidungen. Dabei wird sowohl die einzelne Tafel als auch die gesamte Verkleidung als Paneel oder Paneele bezeichnet. Im allgemeineren Sinn werden heute aber viele großflächige Verkleidungsplatten als Paneele bezeichnet, auch solche aus nicht-hölzernen Werkstoffen wie etwa Hart-PVC oder beschichtetem Stahlblech.
Klassische hölzerne Paneele gibt es in großer Auswahl in 2D-Optik, mittlerweile gibt es das 3D-Paneel.
Eine besondere Bauform ist das Sandwichpaneel, das aus mehreren Schichten unterschiedlichen Materials besteht. Dabei erfüllen die verschiedenen Schichten diverse Zwecke, beispielsweise Schall- oder Wärmedämmung, Verbesserung der mechanischen Belastbarkeit oder Wetterbeständigkeit. Spezielle Oberflächenbeschichtungen erlauben die Verwendung von Paneelen als Decken- und Wandverkleidungen in Räumlichkeiten mit besonderen Hygieneanforderungen, etwa der Nahrungsmittelindustrie. Besondere Verzahnungsstrukturen ermöglichen die Verwendungen von Paneelen als Dachflächen.
Der Begriff wird heute synonym zu größeren Solarmodulen verwendet. Die Bezeichnung „Solarpaneel“, oft auch „Solarpanel“, ist auf das englischsprachige solar panel zurückzuführen.